# Кері-Енн Пейн
Кері-Енн Пейн  (англ. Keri-Anne Payne, 9 грудня 1987) — британська плавчиня, олімпійська медалістка.

## Виступи на Олімпіадах
| Олімпіада  | Дисципліна                                 | Місце |
| ---------- | ------------------------------------------ | ----- |
| Пекін 2008 | 200 метрів, комплексне плавання            | 16    |
| Пекін 2008 | 400 метрів, комплексне плавання            | 15    |
| Пекін 2008 | плавання на 10 кілометрів у відкритій воді | 2     |